# Бадамов плавац
Бадамов плавац (лат. Lepidochrysops badhami, енгл. Badham's blue) је врста инсекта из реда лептира (Lepidoptera) и породице плаваца (Lycaenidae).

## Опис
Распон крила мужјака Бадамовог плавца је 28–32 mm, док је распон крила женке 29–32 mm. Лети од септембра до октобра. Јавља се једна генерација годишње.
Гусенице се хране биљком хранитељком Pelargonium dasyphyllum.

## Распрострањење
Ареал врсте је ограничен на једну државу. Јужноафричка Република је једино познато природно станиште врсте.

## Угроженост
Ова врста се сматра рањивом у погледу угрожености врсте од изумирања.